# The Bled
The Bled – amerykańska grupa muzyczna, grająca post hardcore, z Tucson (Arizona).
Zespół koncertował wraz z Slipknot, Alexisonfire, The Dillinger Escape Plan, Thrice, Midtown, The Used, My Chemical Romance, Underoath, Senses Fail i AFI. Na pierwszej trasie koncertowej grupa zagrała wspólnie z Protest the Hero. W 2007 roku grupa uczestniczyć będzie w trasie Projekt Revolution razem z Mindless Self Indulgence, Saosin, Styles of Beyond i Madina Lake. Premiera ich najnowszego albumu zatytułowanego "The silent treatment" przewidziana jest na 25 września 2007.

## Dyskografia

### LP
- Pass the Flask (2004)
- Found in the Flood (2005)
- Pass the Flask (Reissue) (2007)
- Silent Treatment (2007)

### EP
- His First Crush (2001)
- Ambulance Romance (2003)

### Split
- Alexisonfire/Bled Split 7"
- The Bled and From Autumn to Ashes Promo Sampler

### Kompilacje
- The Best of Taste of Chaos
- Masters of Horror
- Tony Hawk’s American Wasteland

## Skład zespołu

### Obecni członkowie
- James Muñoz – wokal
- Ross Ott – gitara
- Darren Simoes – gitara basowa
- Mike Pedicone – perkusja
- Jeremy Ray Talley – gitara

### Byli członkowie
- Mike Celi – gitara
- Adam Goss – gitara